# Зубцы (блюдо)
Зубцы – традиционное украинское блюдо, которое готовили из пророщенного (окольцованного) ячменя, который высушивали, поджаривали и варили, как кашу. Иногда добавляли толчёные конопляные семена. Зубцы (как и путря, кваша, то есть блюда с использованием солода) имели сладковатый вкус и считались лакомством . Из зубцов развилась каша логаза. Упоминается в Энеиде Ивана Котляревского .
В конце XIX века блюдо вышло из употребления.